# بروکلین سنتر (مینه‌سوتا)
بروکلین سنتر (به انگلیسی: Brooklyn Center) شهری در شهرستان هنپین ایالت مینه‌سوتا در کشور ایالات متحده آمریکا است که جمعیت آن در سرشماری سال ۲۰۱۰ میلادی، ۳۰۱۰۴ نفر بوده‌است.